# Hergiswil bei Willisau
Pour les articles homonymes, voir Hergiswil.
Hergiswil bei Willisau est une commune suisse du canton de Lucerne, située dans l'arrondissement électoral de Willisau.

Vue aérienne (1968)

## Personnalités liées
- Mère Sofia (1946-1996), moniale orthodoxe suisso-italienne, y est née.